# Karnyothrips sonorensis
Karnyothrips sonorensis är en insektsart som först beskrevs av Stannard 1956.  Karnyothrips sonorensis ingår i släktet Karnyothrips och familjen rörtripsar. Inga underarter finns listade i Catalogue of Life.